# 魏森霍夫住宅展
魏森霍夫住宅展（德語：Weißenhofsiedlung）于德国巴登-符腾堡斯图加特举行，由密司·凡·得羅于1927年為表示建築新精神而構築。该展使用了新的建築材料做建築實驗。该展的部分主题是住宅（Die Wohnung）。他們成就了具意義的新時代建築聚落，在短短只有二十一週的時間構築了約二十一棟建築物，六十三個住屋。他的關連性並非在於聚落的發展，而是展示住屋的成果。

## 參與建築師
- 彼得·贝伦斯（Peter Behrens)
- 維克多 布爾傑歐司（Victor Bourgeois）
- 勒·柯布西耶（Le Corbusier, Charles Edouard Jeanneret-Gris, Pierre Jeanneretund）
- 理查 多克爾（Richard Döcker）
- 約瑟夫 弗蘭克（Josef Frank）
- 沃爾特·格羅佩斯（Walter Gropius）
- 路德因 西爾貝斯愛蒙（Ludwig Hilberseimer）
- 密司·凡·得羅（Ludwig Mies van der Rohe）
- 約克布斯 約翰尼斯 彼得 歐得（Jacobus Johannes Pieter Oud）
- 漢斯 波爾茲（Hans Poelzig）
- 阿道夫 瑞丁（Adolf Rading）
- 漢斯·夏隆（Hans Scharoun）
- 阿道夫 古斯塔夫 史內克（Adolf Gustav Schneck）
- 馬特 史坦（Mart Stam）
- 布魯諾 陶特（Bruno Taut）
- 馬克斯 陶特（Max Taut）
- 費迪南 克拉馬爾（Ferdinand Kramer）

## 外部連結
- Weißenhofsiedlung （页面存档备份，存于）
- Die Weißenhofsiedlung Stuttgart （页面存档备份，存于）
- Literaturhaus Stuttgart （页面存档备份，存于）